# 3 september 1843-revolutionen

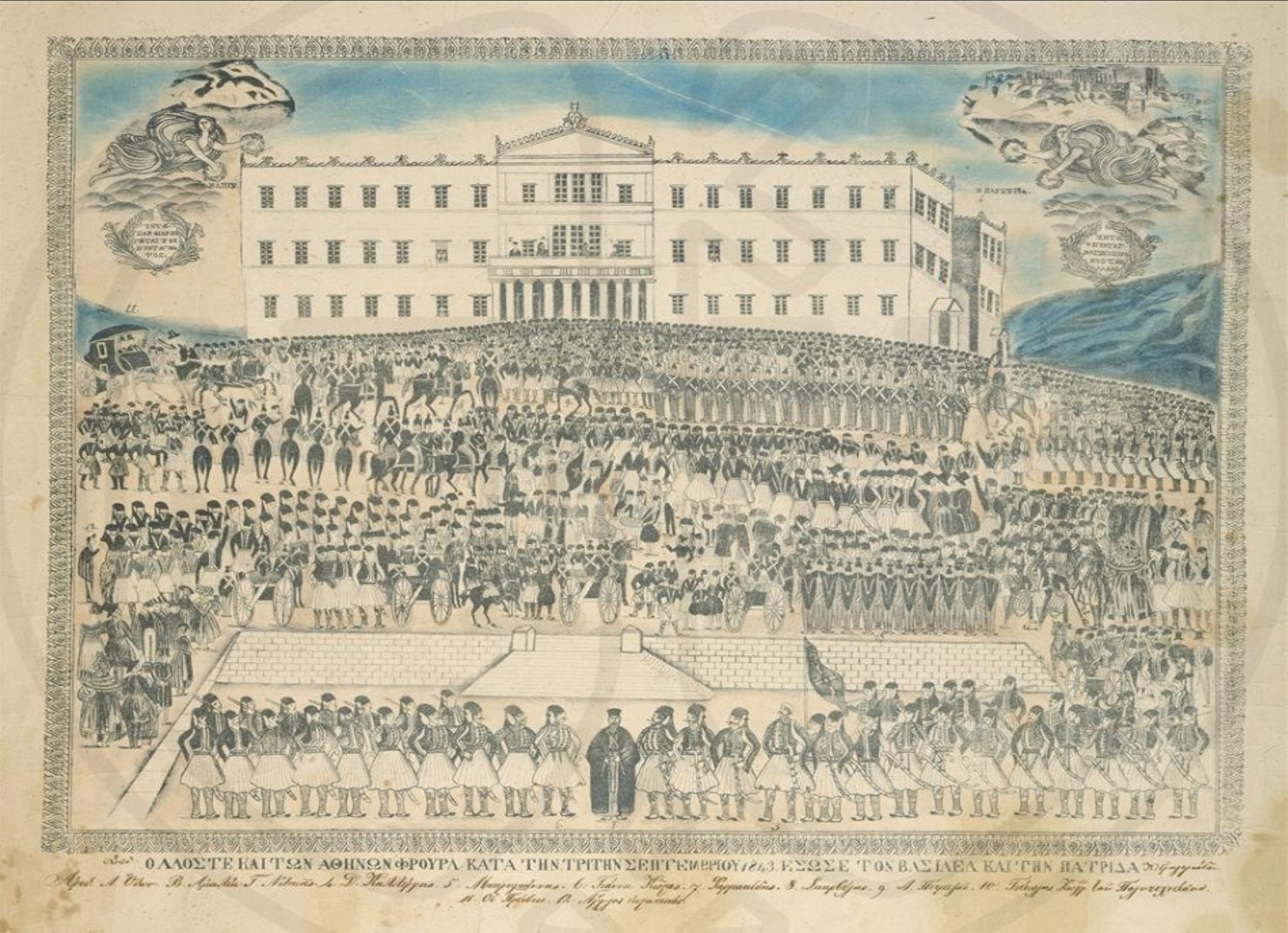
3 september 1843-revolutionen

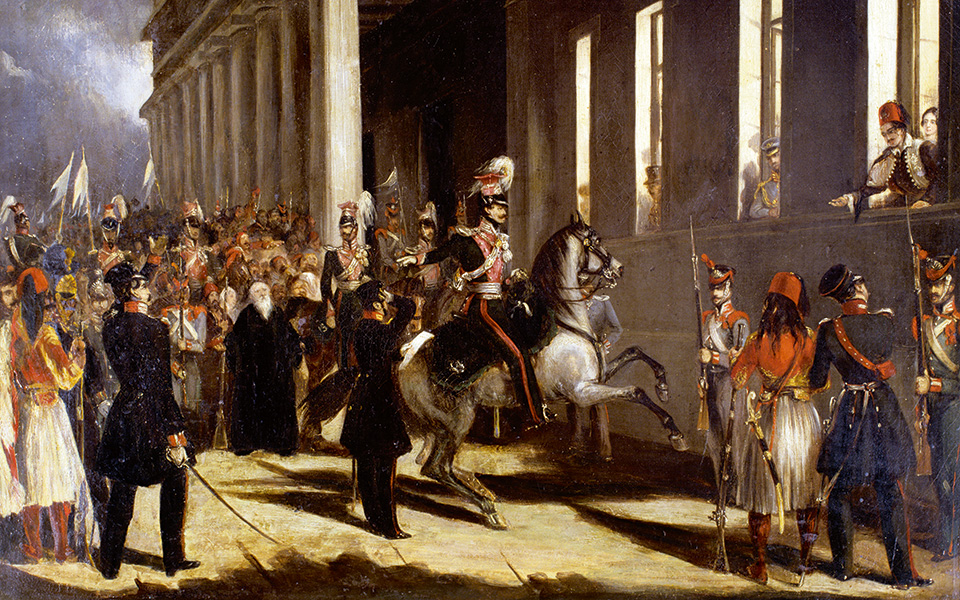
3 september 1843-revolutionen

3 september 1843-revolutionen (Επανάσταση της 3ης Σεπτεμβρίου 1843; N.S. 15 september) var en resning av den grekiska militären i Aten, med stöd av stora delar av den grekiska allmänheten, mot den autokratiska monarkin under kung Otto I av Grekland. Rebellerna, under ledning av det veteraner från det grekiska frihetskriget, krävde en införandet av en konstitution och utvisningen av utländska tyska rådgivare från Bayern. Resningen var framgångsrik och resulterade i införandet av en konstitutionell demokrati och rösträtt för män i Grekland. 
Christiane Lüth sammanfattade revolutionen i sin dagbok: 
Oprøret skulde egentlig have fundet Sted senere, men da Kongen Aftenen d. 2. September (1843) sendte sin Adjutant Baron Steinstorf til Krigsministeren og forlangte, at Kanonerne skulde køres op til Slottet som Forsvar, svarede denne, at han havde en anden Ordre at adlyde, og Kanonerne blev, hvor de var. Da Kongen fik dette Svar, kunde han tænke sig til Resten, og der var intet mere at gøre end afvente Katastrofen, som heller ikke lod vente længe paa sig. Samme Nat kom Kanonerne, men rigtignok med Mundingen vendt imod Slottet. Uhlaner red hele Tiden omkring Slottet, for at ingen skulde undkomme, og alt Militairet stod opstillet i truende Stilling parat til paa Ordre at give Ild. Tusinder af Mennesker fyldte den store Plads og man hørte dem brøle [...] »leve Konstitutionen!“ — »Zijrco to ctvvTay|ia!“ Da dette begyndte, var Klokken omtrent 2. Vi vaagnede ved dette Brøl og kunde i Maaneskinnet se hele Mylret paa Slotspladsen og Lunterne, der glimtede, parat til at blive sat til. Det var ikke nogen behagelig Situation at være i. Vi klædte os paa, barikaderede vore Døre med Bjælker, og for dog at sælge vort Liv saa dyrt som muligt, ladede Lüth sine Bøsser for at have lidt til Forsvar, ifald Masakren skulde begynde. Dronningen var bestandig hos Kongen og sagde, at der var kun to Udveje: »entweder underschreiben oder entsagen.“ 